# Pic Chota Roustavéli
Le pic Chota Roustavéli (შოთა რუსთაველის მწვერვალი) est une montagne de la partie centrale de la chaîne du Grand Caucase, à la frontière entre la Mingrélie-Haute Svanétie (région de Géorgie) et de la Kabardino-Balkarie (république autonome de la fédération de Russie). Le pic s'élève à une altitude de 4 860 mètres. Le pic est généralement considéré comme le 9e sommet le plus haut du Caucase. Il fait partie de la muraille de Bezengui. Les flancs de la montagne sont recouverts de plusieurs glaciers qui descendent jusqu'aux vallées adjacentes.
Il a été nommé ainsi en l'honneur du poète médiéval géorgien Chota Roustavéli.